# Carahasani, Ștefan Vodă
Carahasani este un sat din raionul Ștefan Vodă, Republica Moldova, amplasată în sud-estul Republicii Moldova, la 125 km de Chișinău, la 25 km de orașul Ștefan Vodă.

## Istoric
Legenda spune că la începutul celei de-a doua domnie a lui Petru Rareș, otomanii s-au retras până la hotarul vechi de lângă Palanca. Însă ulterior un grup de turatici au pătruns în valea râului Caplani, fondând localitatea Carahasani. La începutul sec. XIX, așezarea a fost populată de români din Bucovina, aceștia nu doreau să-și facă serviciul militar în armata austriacă. Bucovinenii erau cunoscuți în mod special ca proprietari de mori de vânt. Pe parcurs, localitatea a fost populată de polonezi, ucraineni ș.a. În 1861, la Carahasani s-a deschis o școală ministerială (de stat) cu o singură clasă. Instruirea era doar în limba rusă. În 1905, în localitate a fost construită din pământ și lemn, acoperită cu țiglă, clădirea școlii cu cinci săli de clasă. În 1933, în sat funcționau două școli, care întruneau 338 de elevi, una pentru băieți și alta pentru fete. În urma intervenției sovietice din anii 1940 și 1944, tot contingentul de elevi (de la clasa I până la clasa a VII-a) a rămas corigent deoarece s-a trecut de la grafie latină la cea slavă. În anul de învățământ 1944–1945, în localitate au fost înlocuiți patru directori de școală 

## Administrație și politică
Componența Consiliului local Carahasani (11 consilieri), ales la 5 noiembrie 2023, este următoarea:
|  | Partid                                       | Consilieri | Componență | Componență | Componență | Componență |
|  | -------------------------------------------- | ---------- | ---------- | ---------- | ---------- | ---------- |
|  | Liga Orașelor și Comunelor                   | 4          |            |            |            |            |
|  | Partidul Socialiștilor din Republica Moldova | 3          |            |            |            |            |
|  | Partidul Acțiune și Solidaritate             | 2          |            |            |            |            |
|  | Candidat independent VADIM ROȘCA             | 1          |            |            |            |            |
|  | Candidat independent ALEXEI BRAGUȚA          | 1          |            |            |            |            |

## Potențialul socio-uman
Populația totală a satului Carahasani la 01.01.2011 constituie 3.020 de  persoane. Numărul populației este în descreștere, sporul natural este negativ. Structura populației pe sexe este reprezentată de 1.345 de  bărbați (44,54%) și 1.675 de femei (55,46%). Numărul populației satului deține o pondere de 4% din totalul populației raionului Ștefan Vodă și 4% din totalul populației rurale.
Rata migrației în localitate reprezintă 4% și a crescut cu 5,6% în 2011 față de 2008. Comparativ cu 01.01.2008 numărul populației satului a scăzut cu 60 persoane sau cu 2% din populația totală.
În componența populației ponderea cea mai mare o dețin persoanele cu vârsta cuprinsă între 18-60 ani, care constituie 60% din totalul populației. Acest fapt este favorabil pentru implicarea categoriei date apte de muncă în dezvoltarea locală. Din totalul de 1.176 de familii existente în sat, 180 sunt familii sărace, în conformitate cu datele prezentate de Direcția Asistență Socială. Această categorie a populației se confruntă cu probleme economice grave, cum ar fi: lipsa de surse financiare pentru procurarea lemnelor și a carburanților de foc, pentru acoperirea coșului minimal de consum și cei mai mulți dintre ei necesită acordarea ajutoarelor materiale. Efectiv această stare de lucruri nu diferă mult de la un an la altul.
Ponderea gospodăriilor conduse de femei constituie 19,6%, din totalul de 1.176 de gospodării existente față de 13,6% gospodării conduse de bărbați.
Este mare numărul persoanelor cu invaliditate - 137 persoane în anul 2011. Situația social-economică și nivelul de trai scăzut au influențat negativ asupra nivelului de trai îndeosebi asupra categoriei date a populației.
Componența etnică a localității este constituită preponderent din moldoveni - 99,1% minoritățile etnice deținând doar 0.9% (16 persoane de naționalitate rusă, 8 persoane de naționalitate ucraineană și 2 persoane alte etnii).
Durata medie a speranței de viață în satul Carahasani se prezintă mai mică decât media pe Republica Moldova (de 69,1 ani). Aceasta oscilând din an în an, de la 65 ani în 2006 la 68,7 ani în anul 2007.
În localitatea Carahasani în anul 2010 majoritatea celor economic activi au avut studii medii (50,2% din total), și doar 17% cu studii superioare. Numărul persoanelor cu studii superioare incomplete și superioare complete este în descreștere lentă, bazat pe descreșterea numărului de persoane cu studii medii.
Situația social-economică și nivelul de trai scăzut au influențat negativ asupra nivelului de trai al populației. În general populația satului se confruntă de următoarele problemele:
- populație îmbătrânită din punct de vedere demografic, numărul mare al persoanelor cu invaliditate, ponderea gospodăriilor sărace conduse doar de 1 persoană, sporul natural negativ
- starea economică precară, lipsa locurilor de muncă, pensii mici, rata înaltă a șomajului,
- dependența excesivă de agricultură,
- potențialul redus al administrației publice locale de a ajuta categoriile social-vulnerabile, baza tehnico-materială insuficientă a instituțiilor social-culturale și educative, lipsa centrului comunitar, slab dezvoltat sectorul asociativ, lipsa condițiilor și sprijinului financiar pentru organizarea diverselor măsuri cultural-sportive.

## Economia locală
La 01.01.2011 în localitate activau 15 agenți economici și 320 de subiecți ai antreprenoriatului (înregistrați ca gospodării țărănești). Sunt acordate servicii de morărit și de fabricare a uleiului, oferite de două întreprinderi.
Analiza ramurală a întreprinderilor existente, denotă că cea mai mare parte din întreprinderi activează în agricultură. În această ramură, specifică pentru majoritatea localităților rurale din republică, reprezentată de către un agent important în localitate: SRL „Carahasani-Agro”, activează 86,5% din agenții înregistrați.
Nivelul mecanizării gospodăriilor agricole acoperă în mare parte necesarul de mașini agricole. Tehnica agricolă are un grad de uzură mediu și nu reprezintă o soluție pe termen lung pentru o agricultură performantă.
Comerțul înregistrează tendințe de creștere în ce privește înregistrarea unităților de comerț, dar invers proporțional este volumul vânzărilor. În 2010 cifra de afaceri a scăzut față de 2006 cu 16%. Disproporția dată se explică prin scăderea puterii de cumpărare a cetățenilor.
Piața de desfacere este preponderent cea locală, însă se mai fac vânzări de volum mic pe piețele din Ștefan Vodă, Bender, Chișinău.
Analiza sferei serviciilor sociale din localitate denotă că, atât ca număr cât și calitate, se află la un nivel mediu de dezvoltare.
Accesul în comunitate la serviciile de infrastructură se prezintă astfel:
Apă potabilă – 19,6%, aprovizionare cu gaze naturale – 44,7%, telefonie fixă – 71,6%.
Sistemul de canalizare prin gospodarii lipsește.
Localitatea dispune de 3 unități de transport, zilnic aceste unități efectuează 5 rute la: Ștefan Vodă, Bender și Chișinău. Rețeaua drumurilor constituie 33 km de destinație locală, dintre care 2,5 km sunt cu îmbrăcăminte rigidă. 
Printre problemele cu care se confruntă localitatea și care se înscriu în lista priorităților se numără și calitatea proastă a drumurilor.
APL (Administrația Publică Locală) Carahasani consideră că amplasarea geografică defavorabilă, determinată de distanțele mari ale căilor de acces la sat în unison cu starea deplorabilă a drumurilor locale au determinat un nivel de dezvoltare economică și socială moderată.
Localitatea dispune în centrul satului de un parc pe o suprafață de 0,12 ha. În anul 2009  parcul a fost amenajat cu diferite specii de arbuști și arbori coniferi, este îngrijit de APL.
În satul Carahasani nu există locații de cazare turistică.
Astfel urmează de consolidat eforturile pentru soluționarea următoarelor probleme:
- Rețeaua de asigurare cu gaze naturale acoperă doar o parte din necesarul, lipsa sistemului de canalizare, aprovizionare cu apă potabilă pe un segment mic din sat, starea deplorabilă a drumurilor locale,
- Ramura serviciilor slab dezvoltată, lipsa pieței de desfacere pentru producția locală, lipsa activității AEÎC în localitate, în sat nu există locații de cazare turistică.

## Starea mediului ambiant
Conform legendei hărții de soluri a satului alcătuită în anul 1992 de către Institutul de Proiectări a solului, localitatea dispune de o suprafață totală de 3.901 ha, din care terenuri cu destinație agricole – 2.900 ha, terenuri ale fondului silvic – 73,78 ha; drumuri, străzi, piețe, construcții și alte terenuri neagricole - 306 ha.
Analiza tipurilor de sol întâlnite în localitate denotă că prevalează solurile de tip cernoziom și de luncă.
Vegetația culturală este reprezentată prin culturile tradiționale cultivate: grâu, porumb, floarea soarelui, tutun, legume etc. Plantațiile multianuale au fost defrișate ca rezultat al repartizării cotelor de pământ echivalent proprietarilor particulari, degradării lor și neprelucrării acestor terenuri.
Bazinele acvatice se întind pe o suprafață de 53,07 ha și sunt proprietatea Administrației Publice Locale. Acestea sunt date in arendă la persoane fizice, care cresc specii de pește ca: carp obișnuit, carp oglindă, caras argintiu, caras auriu, amurul alb.
Localitatea Carahasani dispune de resurse infime de nisip și lut, care sunt folosite de către localnici la construcția caselor.
În satul Carahasani volumul noxelor degajate în atmosferă este minim, principalele surse de poluare ale mediului constituie transportul auto, gunoiștile autorizate și neautorizate, arderea ilegală a miriștii și deșeurile de la animalele din gospodăriile personale.
Pe teritoriul satului au fost atestate alunecări de teren, care au fost mai târziu acoperite cu arbori și arbuști plantați.
Apele freatice și de suprafață ale satului sunt în general poluate de activitatea antropică, provenind din ape uzate și menajere deversate în mod arbitrar de către locuitori. În bazinele acvatice se scurg murdăriile de la gunoiștile neautorizate amplasate pe maluri sau în apropiere.
Gestionarea deșeurilor, ca și în majoritatea localităților din republică, este o problemă existentă și la Carahasani, în afara de gunoiștile autorizate pe teritoriul comunei apar haotic gunoiși neautorizate, fapt care contribuie la crearea unor focare de infecție cu influență asupra sănătății locuitorii și cu grav impact asupra mediului înconjurător.
Fondul forestier și fâșiile de protecție sunt în special afectate de tăierile ilicite ale fâșiilor forestiere și a pădurilor, pășunatul ilicit în fâșiile regenerate și de depozitarea ilegală a gunoiului la periferia satului. Anual administrația locală cu sprijinul populației, elevilor liceului din localitate sădesc circa 1.500 de arbori. Pădurile sădite pe terenuri degradate alcătuiesc 42,65 ha.

## Capacitate instituțională
Capacitatea instituțională este afectată de reducerea drastică a serviciilor publice, numărul minim de structuri ale societății civile și implicare medie a cetățenilor în gestionarea treburilor publice.
Personalul primăriei, deși nu dispune în marea sa parte de studii superioare, este destul de abil în activitățile curente. Pentru o eficientizare a activităților aparatului primăriei se solicită o antrenare în activități a unor specialiști cu pregătiri speciale în APL.
Primăria dispune de sediu propriu. Starea clădirii este bună, spațiile sunt suficiente pentru funcționarii primăriei. 
În perioada ultimilor 5 ani în satul Carahasani s-a manifestat un interes deosebit față de activitățile de planificare strategică, și a beneficiat de finanțare, încât aici s-au desfășurat mai multe activități de elaborare și valorificare a proiectelor de finanțare. APL din satul Carahasani, participând la activitățile de planificare strategică, dispune de abilități moderate în domeniul elaborărilor strategiilor de dezvoltare.
Capacitatea de relaționare a APL din Carahasani este destul de extinsă, această situație fiind condiționată pe de o parte de abilitățile APL de a stabili parteneriate locale și externe, iar pe de altă parte de capacitatea APL de nivelul I și II de a stabili relații de sprijin a APL din teritoriu.
Bugetul primăriei Carahasani este format în proporție de 90% pentru anul 2010 din transferurile de stat, condiții în care primăria dispune de o capacitate financiară insuficientă.
Satul Carahasani se plasează destul de prost la capitolul provenienței veniturilor, deoarece ponderea medie a veniturilor provenite din surse proprii pentru perioada 2008-2010 a fost de numai 16%, ceea ce poate fi calificat drept incapacitate financiară. În aceste împrejurări APL administrează în mare măsură mijloace financiare de proveniență externă. Primăria Carahasani nu acoperă din veniturile proprii nici nevoile proprii APL-ului.
Dislocările bugetare ale localității sunt destul de austere, acestea fiind îndreptate majoritar înspre acoperirea celor mai stringente nevoi ale localității, printre care și cele salariale.
Deoarece bugetul local nu poate satisface toate necesitățile localității, este binevenită tendința autorităților publice locale de fortificare a capacităților de gestiune al proiectelor și de atragere a finanțărilor și investițiilor din exterior.
Astfel, la general situația se prezintă astfel: 
- Sectorul economic din localitate este subdezvoltat, și nu oferă suficiente soluții pentru piața muncii
- Incapacitatea financiară a primăriei de a crea condiții pentru organizarea activităților cultural-sportive pentru tineri
- Infrastructura locală este de nivel mediu, numărul de gospodării conectate la apă potabila și gaz este mic, iar drumurile sunt în stare deplorabilă
- În marea sa parte fondul locativ este învechit atât moral cât și fizic
- Abilitățile de operare a personalului din primărie cu TIC (Tehnologia Informației și Comunicațiilor) sunt satisfăcătoare.
- Din punct de vedere al ponderii veniturilor proprii, primăria poate fi plasată într-o incapacitate financiară.

Astfel, pentru depășirea dificultăților enunțate sunt lansate unele recomandări:
- un număr mare de persoane cu grad de invaliditate impune dezvoltarea infrastructurii de acces la serviciile instituțiilor din localitate.
- APL trebuie să facă față unor provocări majore în comunitate: dependența de agricultură a economiei locale, populație afectată de migrație, număr important de asistați care necesită un suport financiar substanțial.
- Se impune necesitatea atragerii tinerilor specialiști, cu abilități de scriere a proiectelor investiționale în beneficiul comunității.
- De contribuit la ridicarea nivelului de implicare a ONG (Organizație Non Guvernamentală) locale în atragerea surselor financiare.
- Prioritățile trebuie axate nu doar pe dezvoltarea infrastructurii fizice ci și pe atragerea investițiilor în sfera productivă.
- Dezvoltarea serviciilor publice în localitate cum ar fi: croitorii, frizerii, servicii de reparații a hainelor, încălțămintei, servicii auto, iluminarea străzilor pe noapte, salubrizare, amenajare, înverzire, canalizare, parcuri publice și de agrement, stadioane și spații sportive.
- Preluarea unor bune practice de colaborare de care se dispune în alte primării.